# Doña Tula, suegra
Doña Tula és el títol d'una sèrie de còmics creada per Josep Escobar el 1951, que fa escarni de les relacions entre sogres i gendres. A la historieta s'hi caricaturitza la vida quotidiana d'una parella que, a causa dels seus modestos mitjans, comparteixen pis amb la sogra del marit. Doña Tula, sogra de professió, és una vídua de mal caràcter, manaire i amb un geni explosiu, que s'ha proposat protegir la seva estimada filla de la realització de les tasques de la llar. La major part de la feina domèstica va a càrrec del marit, sota l'estricta supervisió de la sogra.

## Argument
Doña Tula resol els conflictes amb el seu gendre amb un ús indiscriminat de la violència (garrotades, ganivetades i intents d'estrangulament). Clotildo, el gendre, davant l'autoritarisme de la sogra, intenta escapolir-se de les seves obligacions domèstiques mitjançant petits tripijocs i, de tant en tant, aconsegueix alguna minsa victòria. La filla, Filomena, tot i que intenta suavitzar les situacions, se sol posar del costat de la mare. En un episodi, per exemple, quan la Filomena observa que el seu marit ha esquivat un cop de puny de la seva mare, que s'ha fet mal en copejar la paret, no dubta en retreure-li al Clotildo que no li hauria costat tant aguantar “una petita bufetadeta”.
La sèrie reflectia de manera humorística i exagerada la manipulació, la intolerància i la violència en el si d'una família que estava molt lluny de ser feliç. La censura franquista va advertir el 1955 que Doña Tula, suegra no respectava les normes legals que obligaven que les historietes humorístiques "no ridiculitzessin l'autoritat dels pares ni la santedat de la família i la llar". Josep Escobar, davant el dilema d'endolcir el to de la sèrie, va preferir donar-la per acabada, la qual cosa va fer que aquesta fos una de les sèries més efímeres de l'artista català.
Curiosament, el 1959, al Suplemento de Historietas de El DDT, es va ressuscitar la sèrie amb històries inèdites, però sota el títol de Tía Tula, cosa que suposava un canvi total en el parentesc dels protagonistes.

## Trajectòria editorial
El naixement, el 1951, de "Doña Tula, suegra" de Josep Escobar va ser de resultes d'un encàrrec de fer una sèrie de caràcter més adult per a una nova revista de Bruguera, El DDT contra las penas (1951).
La promulgació del Decret de 24 de juny de 1955 sobre ordenació de la premsa infantil i juvenil, va suposar la desaparició de Doña Tula de la revista.
En 1959, va tornar a aparèixer en els números 27 a 30 del Suplemento de historietas de El DDT amb el títol de "Tía Tula pasa unos días con sus sobrinos" i importants modificacions.

## Personatges

### Doña Tula
Una dona amb un caràcter molt fort, manaire, dictatorial i egoista, tendra amb la seva filla, però absolutament despòtica amb el seu gendre, a qui té completament aterrit.

### Clotildo
Queda com un zero a l'esquerra en el seu entorn familiar. Dominat per la seva sogra i molt sovint ignorat per la seva dona, no li queda més remei que resignar-se a la seva sort i esquivar les bufetades de doña Tula.

### Filomena
Una jove que viu anul·lada com a persona, sempre a l'ombra de la forta personalitat de la seva mare, i que amb prou feines pot contenir esclats de fúria maternals.

## Valoració
Per Terenci Moix, "Doña Tula" és un dels personatges més acabats d'Escobar i la seva sèrie representa el pas de la preocupació per les aparences a les del domini dins de les famílies de classe mitjana, encara que es va quedar en una caricatura, més aviat superficial, del matriarcat.